# Zora la rousse (série télévisée)
Pour les articles homonymes, voir Zora la rousse (roman).
Zora la rousse (Die Rote Zora und Ihre Bande, litt. « Zora la rousse et sa bande ») est une série télévisée germano-helvético-yougoslave en treize épisodes de vingt-six minutes réalisée par Fritz Um et diffusée du 27 août 1979 au[Quand ?] sur le réseau suisse TV DRS. Il s'agit de l'adaptation du roman Zora la Rousse (Die Rote Zora und ihre Bande. Eine Erzählung aus Dalmatien für die Jugend) de Kurt Held, publié en 1941.
La série se déroule dans les années 30 à Senj, petite ville côtière de Croatie. Branko, un jeune orphelin, entre dans une bande d'orphelins vagabonds qui s'est donné pour nom « Les Uscoques », d'après un ordre de chevaliers autrefois maîtres de cette région. Ils ont d'ailleurs élu domicile dans le château abandonné de Nehaj, qui avait été celui des chevaliers.
En Allemagne de l'Ouest, la série est diffusée pour la première fois du 1er janvier 1980 au[Quand ?] sur Das Erste. En France, la série est diffusée pour la première fois du 9 janvier au 3 avril 1981 dans l'émission Récré A2 sur Antenne 2.

## Synopsis
Tout au long du feuilleton, on suit les aventures de la bande au long des années 30. Au quotidien, leur problème majeur est de se nourrir. Ils en sont souvent réduits à voler pour manger et ont mauvaise réputation à cause de cela (telle la mésaventure de Branko au marché). Mais on assiste aussi à leur descente aux enfers. Au vol s’ajoutent quelques menus faits qui vont précipiter leur perte. Optant pour la fuite, ils décident ensuite de revenir à Senj reconquérir leur château. L'amitié que leur porte le vieux pêcheur Gorian mettra en lumière leurs qualités de cœur et leur courage quand ils lui viendront en aide pour contrer les manigances d'une puissante société de pêche.
Zora et ses compagnons comptent aussi parmi leurs amis Ćurčin le boulanger, qui leur donne chaque jour tout son pain de la veille, et le vieux portier de l'Hôtel Zagreb.
À cause de leurs différents larcins, de nombreux villageois, dont le riche Karaman, tenteront de les faire arrêter, notamment par les deux gendarmes Đorđević et  Begović.

## Distribution
- Lidija Kovačević (VF : Catherine Lafond) : Zora
- Nedeljko Vukasović (de) (VF : Jackie Berger) : Branko Babić
- Anđelko Kos (de) (VF : Marcelle Lajeunesse) : Nikola
- Esad Krčić (de) (VF : Francette Vernillat) : Pavle
- Boris Ninkov (de) (VF : Edgar Givry) : Đuro
- Dragomir Felba (de) (VF : Georges Riquier) : Gorian
- Uwe Falkenbach (VF : Raoul Delfosse) : Begović
- Erich Schleyer (de) (VF : Max André) : Đorđević
- Sonja Savić (de) : Zlata Iveković

## Production

### Genèse
La série est adaptée d'un roman de Kurt Held : l'auteur a rencontré la vraie Zora et le vrai Branko, ainsi que le reste de la bande durant un séjour en Croatie en 1940. Impressionné par l'organisation et les règles de solidarité en vigueur au sein de la bande, il décide de coucher sur papier les expériences des jeunes orphelins.

### Attribution des rôles
À quatorze ans, Lidija Kovačević est choisie pour le rôle principal, celui de Zora. Comme elle avait les cheveux châtains, la production les lui a fait teindre en roux.

### Tournage

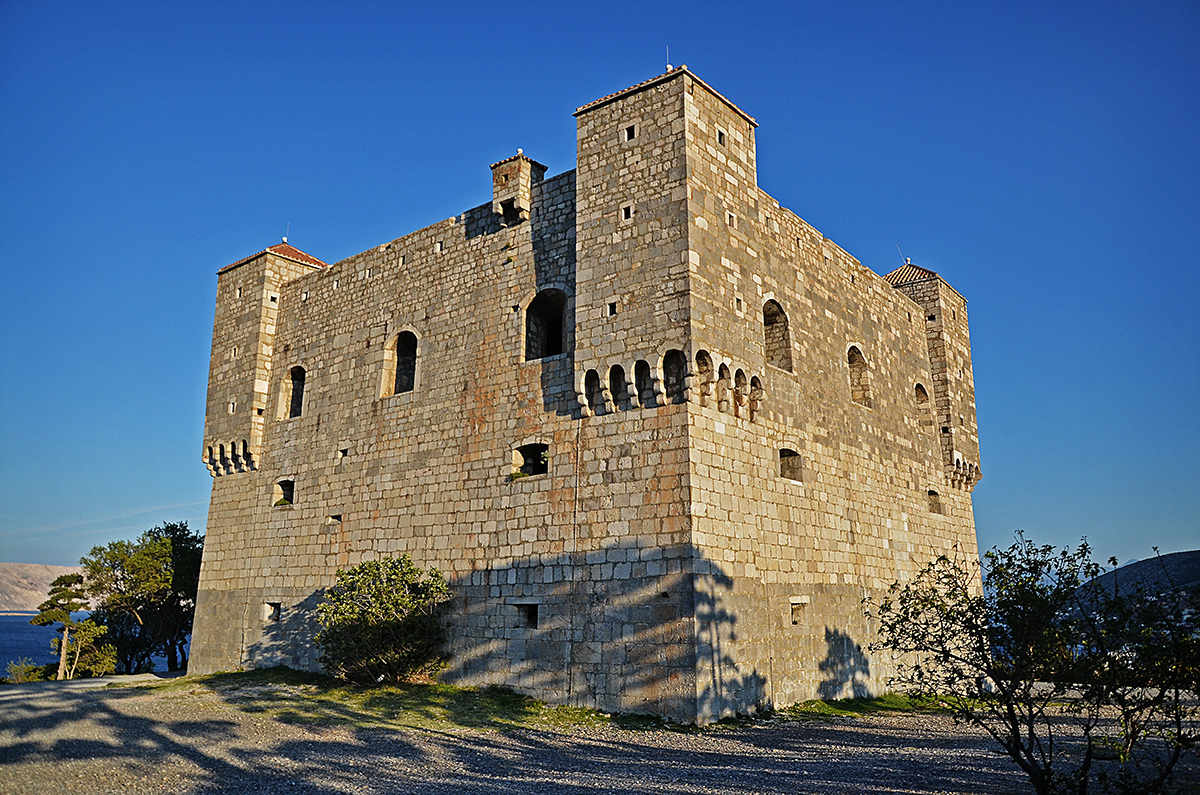
Le château de Nehaj à Senj (Croatie).

Le tournage a lieu en Croatie, un des États de l'ex-Yougoslavie communiste. Un représentant du ministère de la Culture yougoslave a failli l'interdire à cause d'un prêtre ayant un rôle trop important.

### Musique
La chanson du générique, composée par Christian Bruhn et écrite Pierre Carrel, est interprétée par Kity Palm.

### Fiche technique
Sauf indication contraire, les informations mentionnées dans cette section peuvent être confirmées par la base de données cinématographiques IMDb,  présente dans la section « Liens externes ».
- Titre original : Die Rote Zora und Ihre Bande
- Titre français : Zora la rousse
- Réalisation : Fritz Umgelter[2]
- Scénaristes : Bora Ćosić (de), Kurt Held, Rainer Söhnlein, Fritz Umgelter
- Musique : Rolf Unkel, Christian Bruhn
  - Générique original : Christian Bruhn (compositeur)
  - Générique français : Kity Palm (interprète)
- Décors : Wolfgang Hundhammer
- Costumes : Edith Almoslino
- Photographie : Manfred Ensinger
- Montage : Ingrid Bichler
- Production : Matthias Deyle et Peter Kölsch
- Sociétés de production : Tele Norm Film (Allemagne de l'Ouest), avec le soutien de Bayerischer Rundfunk (Allemagne de l'Ouest), Südwestfunk (Allemagne de l'Ouest) et Schweizerische Radio und Fernsehgesellschaft (Suisse)
- Sociétés de distribution : Das Erste (Allemagne de l'Ouest) ; Antenne 2 (France) et TV DRS (Suisse)
- Pays de production :  Allemagne de l'Ouest,  Suisse,  Yougoslavie
- Langue originale : allemand
- Nombre de saison : 1
- Nombre d'épisodes : 13
- Format : couleur - 1,33:1
- Genre : aventure, drame
- Durée : 24-26 minutes
- Dates de première diffusion :
- Suisse : 27 août 1979 sur TV DRS
- Allemagne de l'Ouest : 1er janvier 1980 sur Das Erste
- France : 9 janvier 1981 sur Antenne 2

## Épisodes
Liste des épisodes :
1. Au voleur ! (Branko kommt ins Gefängnis)
2. L'Épreuve (Die Mutprobe)
3. Jeux de vilains (Die Burg der Uskoken)
4. Le Vieux Pêcheur (Der Fischer Gorian)
5. La Leçon (Der Kampf mit den Gymnasiasten)
6. La Fuite (Flucht in die Berge)
7. La Prédiction (Die Hexe Kata)
8. La Grande Pêche (Der große Fang)
9. La Fille du maire (Brankos erste Liebe)
10. Les Associés (Unverhoffter Reichtum)
11. Concurrence déloyale (Der Kampf mit dem Kraken)
12. Le Poisson de l'année (Eine Stadt steht Kopf)
13. Réhabilitation (Es leben die Uskoken)

## Personnages
- Zora : Zora est la cheffe d'une bande de vagabonds, les Uscoques. C'est évidemment la couleur de ses cheveux qui lui a donné son surnom : Zora la Rousse. Elle vient d'Albanie. Sa mère et elle sont arrivées en Croatie 4 ans plus tôt pour fuir la vendetta qui a touché sa famille. Durant une chasse, son père a tué par accident un membre d'une autre famille qui a décidé de se venger en assassinant tous les hommes de la sienne. Son oncle, son père et ses grands frères ont été tués. La mère de Zora est morte après avoir travaillé dans une fabrique de tabac. Son petit frère est décédé de maladie quelques semaines après sa mère. Zora n'a pas voulu rester à l'orphelinat, elle aime trop la liberté pour ça. Si elle est la chef des Uscoques, c'est parce qu'elle est la plus forte[4].
- Branko : Orphelin de mère, son père a disparu après avoir tenté de percer dans la musique (il est violoncelliste). Chassé par sa grand-mère accusée de sorcellerie, Branko est injustement jeté en prison. Zora le fait s'évader. il réussit l'épreuve d'initiation pour faire partie de la bande et partage leurs dures conditions de vie. Il est très ami avec Zora, leur mère sont toutes les deux mortes de maladie après avoir travaillé dans la même fabrique de tabac.
- Gorian : Gorian est l'un des seuls personnages du village qui éprouve de l'amitié pour Zora et sa bande. En leur permettant de l'aider dans son travail, il met en avant leurs qualités de cœur et de courage.
- Nicola, Paul et Duro : ils font tous les trois parties de la bande des Uscoques pour des raisons différentes (orphelins, parents violents).
- Karaman : Riche, il complote sans cesse la perte de Zora et de ses camarades et les fait pourchasser sans trêve par les deux gendarmes Dordevic et Begovic.

## Distinction
« Zora la Rousse » a donné son nom à un prix décerné en Suisse chaque année, de 1991 à 2006, par le Bureau fédéral de l'égalité entre femmes et hommes. Le prix visait à récompenser les auteurs de projets ayant trait au domaine des médias (théâtre, musique, littérature, films ou encore matériel pédagogique) pour l'enfance et la jeunesse, qui traitent de l'égalité entre hommes et femmes, garçons et filles. Le dernier prix fut remis en juin 2006.

## Coloration politique
Kurt Held, l'auteur du roman original, était un communiste fervent, et il a donné un double sens au nom de son héroïne: die röte Zora, c'est Zora la rousse, mais aussi "Zora la rouge", c'est-à-dire Zora la communiste.
A ce titre, le nom de "rote Zora" a également inspiré un groupe révolutionnaire féministe des années 70 (Rote Zora).

## Adaptation au cinéma
En 2007, une maison de production allemande a adapté le livre en un film pour enfants : Zora la rousse (de) (Die Rote Zora), écrit et réalisé par Peter Kahane. Le film est diffusé en France sur Canal+ en juillet 2008.

## Produits dérivés (France)
DVD
- Zora la rousse : intégrale 2 DVD le 15 avril 2003 chez l'éditeur : L.C.J. Éditions + intégrale 2 DVD le 23 septembre 2014 chez l'éditeur : Balthazar Vidéo Zylo

Disque 45 tours
- Zora la rousse (générique du feuilleton T.V.)[6] : Label : CBS ; Référence : 9559 ; Année : 1980 (2 pochettes différentes existent)

BD et revues
- Zora la rousse a paru dans la revue Télé-Junior dans les années 1980[7].